# 江山龍屬
江山龍屬（意為「江山蜥蜴」）是蜥腳下目泰坦巨龍類的一屬恐龍，牠們生存於白堊紀早期的阿爾比階，約1億2500萬至1億年前。化石發現於中國浙江省江山市禮賢鄉金交椅，包含肩胛骨、脊椎、骨盆、股骨、尾巴。
模式種是禮賢江山龍（J. lixianensis），是由唐烽等人於2001年正式描述、命名。如同其他的泰坦巨龍類，江山龍可能有很厚的皮膚，或是骨質裝甲保護。